# Turówek
Turówek – część wsi  Turowo w Polsce, położona w województwie mazowieckim, w powiecie mławskim, w gminie Wieczfnia Kościelna.
Występowała dawniej jako Turówko, zaś w okresie międzywojennym nazwa ta została zmieniona na Turówek
W latach 1975–1998 Turówek należał administracyjnie do województwa ciechanowskiego.